# Dasynotus daubenmirei
Dasynotus daubenmirei är en strävbladig växtart som beskrevs av Ivan Murray Johnston. Dasynotus daubenmirei ingår i släktet Dasynotus, och familjen strävbladiga växter. Inga underarter finns listade i Catalogue of Life.